# Bernd Eichinger
Bernd Eichinger (Neuburg an der Donau, 11 de abril de 1949 - Los Angeles, 24 de janeiro de 2011) foi um produtor de filmes, diretor de cinema e roteirista alemão.

## Biografia
De 1970 a 1973 Bernd Eichinger freqüentou a escola de cinema de Munique, a Hochschule für Fernsehen und Film München. Com 24 anos fundou em 1974 a produtora de filmes Solaris e trabalhou junto com Alexander Kluge e Wim Wenders, representantes do Cinema alemão novo (em alemão: Neuer Deutscher Film).
Em 1978 Bernd Eichinger adquiriu 25 % da produtora Constantin-Film e tornou-se sócio-gerente da empresa que, após uma reforma jurídica, mudou o nome para Neue Constantin Film GmbH (mais tarde Constantin Film AG, notado na Bolsa de Valores de Frankfurt). Obtendo a maioria das cotas-partes em 1980, a produção do filme de 1981 Christiane F. - Wir Kinder vom Bahnhof Zoo foi o primeiro sucesso mundialmente reconhecido.
Expandindo também no ramo de aluguel de filmes, Eichinger concentrou as suas atividades na produção de filmes, com ênfase em participações de produções cinematográficas internacionais, como os filmes Der Name der Rose (1986) e The House of the Spirits (1993).
Em 1996 realizou seu début como diretor no filme Das Mädchen Rosemarie. Ocupou a presidência da diretoria de Constantin Film AG (1999-2001) e foi presidente e membro do conselho administrativo de 2001 a 2006, quando em janeiro do ano vendeu seu pacote de ações para uma empresa de multimídia suíça.
Em dezembro de 2006, Bernd Eichinger casou-se com a jornalista Katja Hofmann.
Ele faleceu no dia 24 de janeiro de 2011.

## Filmografia (seleção)
- 1975: Falsche Bewegung
- 1975: Umarmungen und andere Sachen
- 1975: Lieb Vaterland, magst ruhig sein
- 1975: Der starke Ferdinand
- 1976: Die Wildente
- 1976: Grete Minde
- 1978: Hitler – ein Film aus Deutschland
- 1981: Christiane F. – Wir Kinder vom Bahnhof Zoo
- 1983: The NeverEnding Story
- 1985: Drei gegen Drei
- 1986: Der Name der Rose
- 1989: Letzte Ausfahrt Brooklyn
- 1990: Feuer, Eis und Dynamit
- 1991: Salz auf unserer Haut
- 1992: Der Zementgarten
- 1993: The House of the Spirits
- 1993: The Fantastic Four (nunca lançado)
- 1994: Der bewegte Mann
- 1995: Das Superweib
- 1996: Die drei Mädels von der Tankstelle
- 1996: Das Mädchen Rosemarie (TV) (também direção)
- 1996: Charleys Tante (TV)
- 1996: Es geschah am hellichten Tag (TV)
- 1996: Die Halbstarken (TV)
- 1997: Fräulein Smillas Gespür für Schnee
- 1997: Bin ich schön?
- 1997: Ballermann 6
- 1998: Leslie Nielsen ist sehr verdächtig
- 1998: Opernball – Die Opfer/Die Täter
- 1999: Der große Bagarozy (também direção)
- 1999: Harte Jungs
- 1999: Hausmeister Krause (TV)
- 2000: Schule
- 2000: Mädchen
- 2000: Sass – Meisterdiebe
- 2001: The Mists of Avalon (TV)
- 2001: Vera Brühne (TV)
- 2002: Erkan und Stefan – Gegen die Mächte der Finsternis
- 2002: Resident Evil
- 2002: Freche Biester!
- 2004: Der Untergang (também roteiro)
- 2004: Resident Evil: Apocalypse
- 2005: Fantastic Four
- 2006: Elementarteilchen
- 2006: Perfume: The Story of a Murderer
- 2006: DOA: Dead or Alive
- 2006: Resident Evil: Extinction
- 2007: Fantastic Four: Rise of The Silver Surfer

## Prêmios
- 1984: Bambi
- 1986: Bambi
- 1994: Filmband in Gold para The House of the Spirits
- 2004: Bayerischer Filmpreis para Der Untergang